# Romantic Warriors
Romantic Warriors ist das fünfte Studioalbum des deutschen Popduos Modern Talking. Es erschien im Juni 1987 bei Hansa Records und trägt auch den Untertitel The 5th Album. Es war nach vier Alben das erste Album des Duos, das keine Spitzenposition in den Charts der deutschsprachigen Länder erreichte. Dennoch erreichte die Platte Top-Ten-Positionen.

## Geschichte und Inhalt
Im Jahr 1987 wurde die Krise bei Modern Talking, insbesondere zwischen Dieter Bohlen und Thomas Anders, unübersehbar. Auch der kommerzielle Erfolg der sich weitgehend ähnelnden Stücke schwand. Zudem wurde das Duo bei manchen Auftritten in Deutschland zunehmend ausgepfiffen und -gebuht. Trennungsgerüchte machten in der Presse die Runde, die Thomas Anders bei einem Auftritt bei Na sowas! mit Thomas Gottschalk im Frühjahr 1987, bei dem er auch das neue Album ankündigte, noch dementierte. Nur die Beliebtheit in Osteuropa und der Sowjetunion schien ungebrochen, wie die Auftritte 1987 dort zeigten. Das fünfte Album wurde wie die Vorgänger von Bohlens Freund Luis Rodriguez co-produziert. Wiederum schrieb Bohlen alle Stücke auf dem Album selbst, der Gesang stammt von Thomas Anders.
Die erste Singleauskopplung Jet Airliner erschien bereits vorab im Mai 1987. Sie war mit Platz sieben in Deutschland besser platziert als die vorhergehende Ballade Give Me Peace on Earth vom Vorgängeralbum. Die zweite Single Don’t Worry wurde nur in Spanien veröffentlicht.

## Gestaltung
Das Cover zeigt eine Herde von Pferden, von denen eins in einer Glaskugel unter einem Regenbogen dargestellt ist. Die Fotografien stammen von Manfred Vormstein, Didi Zill und den Tony Stone Associates.

## Rezeption
Das Album erreichte Platz drei in Deutschland – wo es zehn Wochen, vom 22. Juni bis zum 24. August 1987 chartnotiert blieb. In Österreich erreichte es Platz sechs (eineinhalb Monate) und in der Schweiz Platz acht (sieben Wochen). In den Niederlanden kam das Album auf Platz 35, in Schweden auf Platz 15 und in Norwegen auf Platz zehn.
In der Schweiz erreichte Romantic Warriors Goldstatus. In Spanien wurde es mit Platin ausgezeichnet.

## Titelliste
1. Jet Airliner – 4:22
2. Like A Hero – 3:47
3. Don’t Worry – 3:35
4. Blinded By Your Love – 4:01
5. Romantic Warriors – 3:59
6. Arabian Gold – 3:42
7. We Still Have Dreams – 3:07
8. Operator Gimme 609 – 3:41
9. You And Me – 4:01
10. Charlene – 3:50